# Lichitișeni
Lichitișeni – wieś w Rumunii, w okręgu Bacău, w gminie Vultureni. W 2011 roku liczyła 180 mieszkańców.